# إبسوس
إبسوس (Ipsos Group) (
تنطق بالفرنسية: [ip.sos]
) هي شركة عالمية متعددة الجنسيات للأبحاث السوق ومقرها العالمي في باريس. تأسست الشركة في عام 1975، وتم التداول بأسهمها في بورصة باريس منذ 1 يوليو 1999. منذ العام 1990، أنشأت المجموعة أو حصلت العديد من الشركات في جميع أنحاء العالم، واعتبارا من عام 2012، لديها مكاتب في 84 بلدا. في أكتوبر 2011، تملكت ايبسوس معهد سينوفيت، مما أدى إلى جعل منظمة ايبسوس تعد ثالث أكبر وكالة أبحاث في العالم .